# Bovianum
Bovianum var i antiken namnet på två olika italienska städer som båda låg i Samnium. 
1. Bovianum Undecumanorum låg i dagens Molise. Staden heter idag Bojano eller Boiano. Bovianum Undecumanorum var från början pentrernas huvudstad. Staden spelade en stor roll under samnitiska krigen. Under bundsförvantskriget var det under en period bundsförvanternas huvudstad och den plundrades av Sulla.
2. Bovianum Vetus var en romersk koloni. Man tror att det är dagens Pietrabbondante.